# Tempesta tropical Chris (2006)
Tempesta tropical Chris va ser la quarta tempesta tropical de la temporada d'huracans a l'Atlàntic del 2006. Es formà el 31 de juliol a partir d'una ona tropical a l'est de les illes de Sotavent; Chris avançava principalment en direcció nord-oest. Causà danys negligibles.